# Краудшипінг
Краудшипінг (англ. Crowd — «натовп», shipping — «доставка») або логістика натовпу — концепція краудсорсингу для персоналізованої доставки вантажів та відправлень. Краудшипінг можна розглядати як взаємодії людей, які використовують соціальні мережі для спільних взаємовигідних дій та обміну послугами і активами задля більшого блага громади, а також для своєї особистої вигоди.

## Значення
Краудшипінг, неологізм, який прийшов із англомовного заходу разом з шеринговою економікою. Концепція вторинного і спільного користування вже давно практикується в світі — це всім відомі бібліотеки і секонд-хенди. Ідея перерозподілу товарів у людей помітно скорочує витрати населення.
Нарівні з краудшіппінгом до нас прийшли краудфандинг, райдшеринг, краудсорсинг, краудшуранс — спільноти, об'єднані єдиною метою.
Під краудшипінгом розуміється передача посилки через осіб, які хочуть допомогти доставити товар до місця призначення. Ця система створена в зв'язку з тим, що до багатьох куточків країни немає поштового відправлення, або кур'єрської доставки.

## Історія виникнення
Міжнародні інтернет-майданчики краудшипінгу почали з'являтися у 2000 році. До 2013 року кілька стартапів, таких як Deliv та Friendshippr, почали застосовувати принципи доставки натовпу. Наприклад, Deliv запровадила того ж дня доставку, використовуючи непрофесійних водіїв. Рамі Ассаф та його команда розробили нову бізнес-ідею під назвою краудшиппінг, і створили для нього додаток Friendshippr. Все що вам потрібно, так це зареєструватися в Facebook, програма сама запросить список друзів і надішле запрошення у додаток. Потрібно вказати список предметів, або куди хоче поїхати. І якщо з друзями йде перетин інформації (можливо користувач летить у тому напрямку, куди хоче замовник), програма повідомляє про це користувача. 
Згодом почали з'являтися краудшипінгові майданчики у різних регіонах світу. Так, у США та Європі зарекомендували себе послуги Deliv, FillUpMyLuggage, PiggyBee. У країнах СНД цю нішу активно займають АТІ (біржа вантажоперевезень) та нові сервіси, подібні онлайн-сервісу Сквозняком. 

## Переваги
1. Економія коштів на доставку поштою або кур'єрською доставкою. 
2. Доставка у віддалені місця планети, куди немає поштової доставки. 
3. Економія доставки посилок до інших країн. 
4. Кур'єрські послуги оплачуються на розгляд «замовника», це можуть бути не лише гроші, а й спільна прогулянка, послуга за послугу, часто люди безкоштовно допомогають привезти посилку. 
5. Можливість заробітку за доставку вантажу. 
6. Терміновість доставки посилки. 
7. Доставка цінних та нестандартних вантажів (тварини, вироби з крихкого матеріалу).
8. Зменшення часу простою та підвищення загальної корисності служби автомобілів. 
9. Нові знайомства, які у суспільстві є невід'ємною частиною. 

## Недоліки
Крім всіх перерахованих переваг даного виду сервісу, він також має ряд недоліків. 
У своїй доповіді [Архівовано 18 жовтня 2020 у Wayback Machine.] Генеральний поштовий інспектор США висловлював занепокоєння, що краудшиппери можуть відібрати значну частину доставок у традиційних поштових служб, що може негативно позначитися на рівні поштового сервісу. 
Основними слабкими місцями краудшипінгу на даний момент є: 
- Безпека, цілісність вантажів, що поставляються, і грошових коштів, оплачених за товар. Оскільки посилки доставляються приватними особами, то гарантії в такому вигляді доставки отримати досить складно. З найпростіших ситуацій може бути пошкодження товару або його не відповідність до того, що замовник спочатку просив доставити. Також можуть бути питання дотримання норм перевезень нестандартних вантажів, таких як тварини, тендітні вантажі, медикаментів тощо.
- Шахрайство. У більшості випадків люди передають свої речі з повністю незнайомими людьми. Хоча краудшипінгові сервіси працюють над різними механізмами, щоб надати своїм користувачам більше гарантій, ніхто повністю виключити ризик шахрайства не може.
- Проблеми конфіденційності — великі роздрібні продавці, коли вони використовують краудшипперів для доставок «за місцем», надають домашні адреси та покупки своїх замовників, по суті, стороннім людям, особи яких не підтверджені.